# La Pontoise Basket Club
Pour les articles homonymes, voir Pontoise (homonymie).
Actualités
La Pontoise ULR, ou Saint-Just-Saint-Rambert La Pontoise, est un club français de basket-ball basé à Saint-Just-Saint-Rambert. Son équipe fanion évolue pour la saison 2023-2024 en Nationale Masculine 2 (4e division).

## Histoire
Le club de La Pontoise est né en 1938 comme une entité omnisports (basket-ball et gymnastique), et va se spécialiser dans le basket-ball en 1970.
À cette époque la ville de Saint-Just-sur-Loire possède deux clubs de basket-ball : La Pontoise et l'Alerte. Ils vont fusionner en 1978 pour former l'Association Pontoise Basket Club. L'équipe va alors gravir un à un les échelons pour accéder à la NM1 en 1998.
En 1999 le club fait union avec l'ALS Basket Andrézieux-Bouthéon pour former le Basket Union Loire Sud, union qui sera défaite l'année suivante aux dépens de La Pontoise. L'ALS Basket reste en NM2, alors que La Pontoise repart du niveau régional.
- 2006-2007 : relégué en NM3
- 2007-2008 : finit dernier de National masculine 2. Redescend en NM3 avec pour nouvel entraîneur Hugues Vanrentergeem

## Palmarès

### Bilan saison par saison
| Saison    | Div.  | Class.           | %Vic     | V - D    | Phase finale | Coupe de France / * Coupe de France Amateur | Entraîneur    |
| --------- | ----- | ---------------- | -------- | -------- | ------------ | ------------------------------------------- | ------------- |
| 2015-2016 | 5 NM3 | 2e/12 - Poule B  | 64 %     | 14 - 8   | -            | Non qualifié                                | Geoffrey Luya |
| 2016-2017 | 5 NM3 | 2e/12 - Poule L  | 73 %     | 16 - 6   | -            | Non qualifié                                | Geoffrey Luya |
| 2017-2018 | 5 NM3 | 3e/12 - Poule L  | 62 %     | 15 - 7   | -            | Non qualifié                                | Geoffrey Luya |
| 2018-2019 | 5 NM3 | 1re/12 - Poule E | 91 %     | 20 - 2   | -            | Non qualifié                                | Jérémy Vial   |
| 2019-2020 | 4 NM2 | 2e/14 - Poule A  | 79 %     | 15 - 4   | Annulée      | Non qualifié                                | Jérémy Vial   |
| 2020-2021 | 4 NM2 | 1re/14 - Poule A | 100 %    | 6 - 0    | Annulée      | Non qualifié                                | Jérémy Vial   |
| 2021-2022 | 4 NM2 | 7e/14 - Poule A  | 62 %     | 16 - 10  | -            | Non qualifié                                | Jérémy Vial   |
| 2022-2023 | 4 NM2 | 3e/14 - Poule A  | 77 %     | 20 - 6   | -            | * 8e de finale                              | Jérémy Vial   |
| 2023-2024 | 4 NM2 | en cours         | en cours | en cours | -            | Non qualifié                                | Anthony Chave |

Légende : 4,5 : échelons de la compétition

## Entraîneurs successifs
- 2004-2005 : Jean-Marie Reynaud
- 2005-2007 : Cyrille Chapot
- 2007-2008 : Cyrille Chapot / Anthony Chave
- 2008-2011 : Hugues Vanrentergeem
- 2011-2012 : Jérémy Beaufort
- 2013-2018 : Geoffrey Luya
- 2018-2023 :  Jeremy Vial
- 2023- : Anthony Chave

## Effectifs

### 2019-2020: Retour en NM2
- 4: Anas El Arabi
- 5: Alexis Ville
- 6: Régis Aubry
- 7: Emmanuel Blein
- 8: Théo ben Aïssou Urie
- 9: Cédric "la mèche" Micciche
- 11: Bastien Tardy
- 14: Joel Ndondo
- 15: Jean-Claude Zapha
- 16: Stéphane Néri

## Joueurs marquants du club
- Antwon Hoard
- Hugues Vanrentergeem
- Francois Vial
- Jean Louis Buisson
- Bernard Barbier
- Guy Mechin
- Jérémy Beaufort
- Sady Diane
- Christian Hribersek
- Les frères Thorron
- Baptiste Berger
- Alexandre « Le Nain » Tardy
- Momo « Gringo » Boumezrag
- Johan "Fred Carré Jr" Carré
- 🇲🇫 Charles Astic